# Rachele

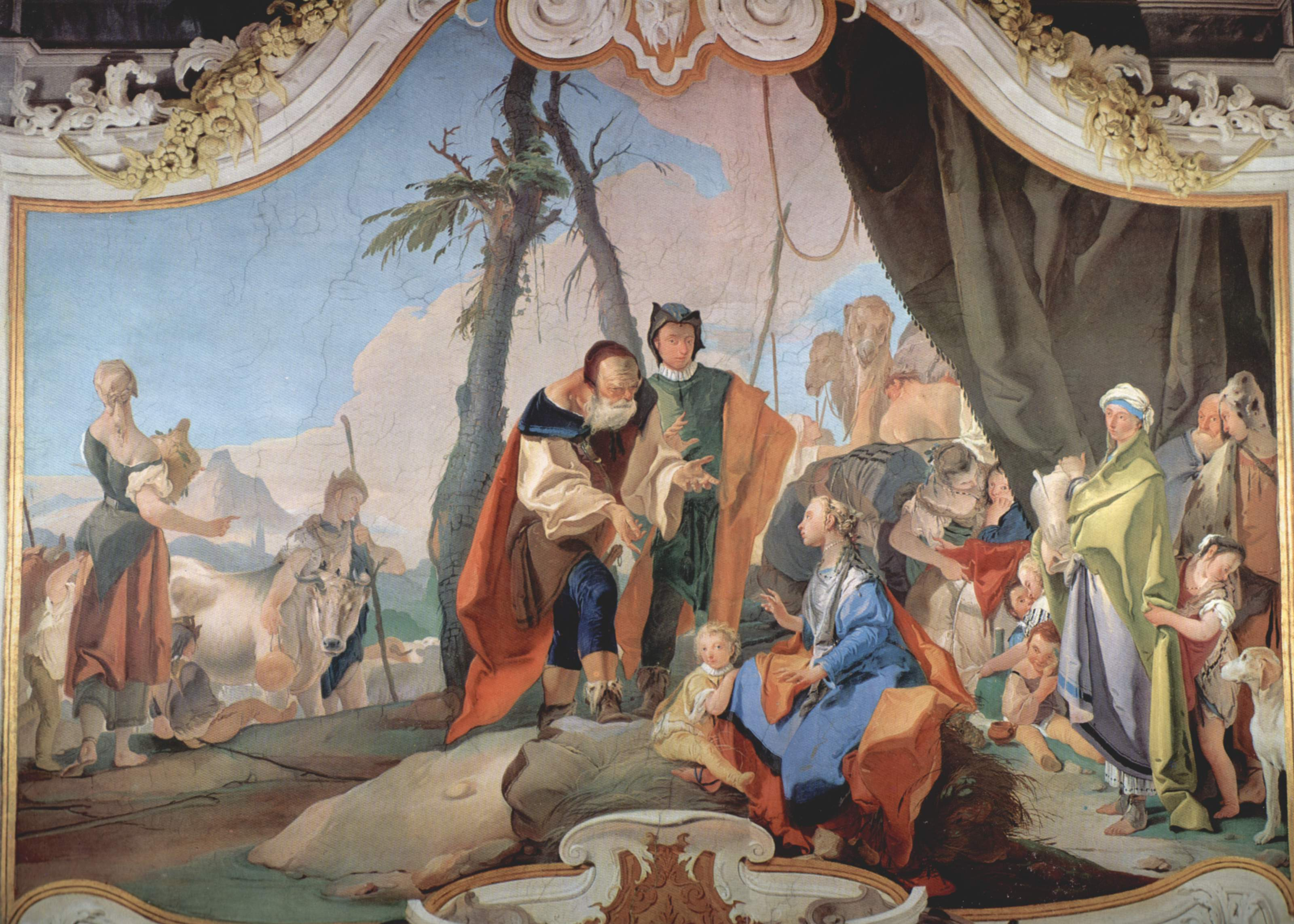
Tiepolo, Rachele nasconde gli "idoli" a Labano

Rachele è una personalità biblica, presentata nel libro della Genesi.
È la figlia minore di Labano, e quindi parente di Abramo, sorella di Lia, e favorita del patriarca Giacobbe, di cui diventerà seconda moglie. 

Rachele e Giacobbe sono cugini (Labano è il fratello di Rebecca, madre di Giacobbe).
Da Giacobbe avrà due figli, due dei dodici progenitori delle tribù di Israele: Giuseppe e molti anni in seguito Beniamino, morendo subito dopo il parto.
La tomba di Rachele si trova a Betlemme (dal 1995 amministrata dall'Autorità Nazionale Palestinese in attesa di uno status definitivo dopo essere stata sotto amministrazione israeliana) racchiusa dal muro israeliano ed è raggiungibile solo da parte israeliana.

## Significato del nome
Il nome Rachele deriva dall'ebraico רחל (Rachel) e significa "mite come una pecorella", cioè “la mitezza di Dio”, per cui, secondo la tradizione, i figli di Giacobbe e Rachele avrebbero dato origine agli allevatori di ovini. Un'altra interpretazione lo traduce come "pecora di Dio": tutti i nomi ebraici che terminano in 'ele', come anche Daniele, Gabriele, Emmanuele ed altri, hanno 'Dio' come suffisso (dall'ebraico EL contrazione di Eloah, Dio).

## Nell'Antico Testamento

### L'incontro con Giacobbe
Giacobbe si trovava presso un pozzo nella terra di Carran perché era diretto da Labano suo zio per prendere moglie secondo il desiderio di suo padre Isacco. Mentre attendeva di abbeverare le bestie giunse Rachele che portava ad abbeverare il bestiame del padre. Giacobbe fu subito colpito da Rachele, l'aiutò ad abbeverare il bestiame e piangendo si palesò come suo parente in quanto figlio di Rebecca sorella di Làbano.

### Rivalità con Lia
Lia aveva gli occhi smorti (dal pianto, Bibbia C.E.I. del 2008), mentre Rachele era bella di forma ed avvenente di aspetto e fece subito colpo su Giacobbe, il quale pur di averla, si sottomise al servizio del padre Làbano per sette anni credendo alle sue parole: "Preferisco darla a te piuttosto che a un estraneo. Rimani con me". Poi Giacobbe disse a Làbano: "Dammi la mia sposa perché il mio tempo è compiuto e voglio unirmi a lei". Ma Làbano diede un banchetto e concesse a Giacobbe l'altra figlia Lia (o Lea in ebraico) la quale aveva occhi sofferenti, giustificandosi sul fatto che l'usanza imponeva di dare la figlia maggiore prima della più piccola e poi aggiunse: "Finisci questa settimana nuziale e ti concederò anche Rachele per altri sette anni al mio servizio". Giacobbe per amore di Rachele accettò. L'usanza del popolo non era la poligamia, ma che lo sposo prendesse in moglie la figlia maggiore (Genesi 29:26), che con il tardare degli anni rischiava di non poter più avere figli e ciò era motivo di disonore (Gn 30:13).
Vedendo che Lia riceveva poche attenzioni, il Signore la rese fertile e Lia concepì un figlio, mentre Rachele rimaneva sterile. Entrambi gli eventi sono attribuiti all'opera mediatrice del Signore: Rachele era resa sterile (Genesi 30:2), come anche Sara e Rebecca. In accordo con Tykva Frymer-Kensky, l'infertilità delle matriarche ha il duplice effetto di mostrare quanto sia importante la nascita di un figlio, e quanto siano stati speciali Abramo, Isacco, e Giuseppe; e quanto il concepimento sia opera di Dio, e della sua grazia, per quanto dopo un atto di naturale unione di carne fra due sposi. Stesse considerazioni valgono nel Nuovo Testamento per Elisabetta, che concepisce in tarda età il più grande fra i nati di donna.
Lia ebbe cinque figli: Ruben, Simeone, Levi, e Giuda (Genesi 29:32-35), e Issaccar (Genesi 30:16-17: Giacobbe si coricò con Lia e Dio la esaudì concedendole di partorire un figlio).
Solo in un secondo momento il Signore concesse a Rachele di partorire due figli: Giuseppe, e alcuni anni dopo, Beniamino (Genesi 35, ricordata da Ger 31:15).

### Nascita di Giuseppe
La rivalità tra Rachele e Lia era grande e, come era usanza del tempo, si combatteva sul numero dei figli. Esse non erano disposte a dare alla luce dei figli (non per loro scelta). Pur di dargli una discendenza, Lia diede a Giacobbe la sua schiava Zilpa in moglie, la quale partorì due figli: Gad ed Aser. Ma in seguito il Signore si ricordò anche di Rachele e la rese feconda ed ella concepì e partorì un figlio dicendo "Dio ha tolto il mio disonore" chiamandolo Giuseppe.

### Nascita di Beniamino e morte di Rachele
16 Poi levarono l'accampamento da Betel. Mancava ancora un tratto di cammino per arrivare ad Efrata, quando Rachele partorì ed ebbe un parto difficile. 17 Mentre penava a partorire, la levatrice le disse: «Non temere: anche questo è un figlio!». 18 Mentre esalava l'ultimo respiro, perché stava morendo, essa lo chiamò Ben-Oni, ma suo padre lo chiamò Beniamino. 19 Così Rachele morì e fu sepolta lungo la strada verso Efrata, cioè Betlemme. 20 Giacobbe eresse sulla sua tomba una stele. Questa stele della tomba di Rachele esiste fino ad oggi»
(Genesi 35:13-20, (CEI 2008))
Gli esegeti della École biblique et archéologique française (i curatori della Bibbia di Gerusalemme), concordemente a quelli dell'interconfessionale Bibbia TOB, notano nel racconto biblico la presenza di due tradizioni che giudicano discordanti sul momento della morte di Rachele: la prima, sopra citata, al capitolo 35 e la seconda invece al capitolo 37 dove "il racconto deve seguire un'altra tradizione che poneva più tardi la morte di Rachele e la nascita di Beniamino (v 3 e 43,29)".
La tomba di Rachele è meta di devozione da 1700 anni, localizzata nel IV secolo fra Betlemme e Gilo.
Dopo aver unto Saul nel nome del Signore, Samuele gli indica di recarsi alla tomba a Selsa sul confine con Beniamino in Zelzach (1 Samuele 10:2, unico riferimento biblico alla tomba di Rachele).

## Nel Cristianesimo
Il personaggio biblico Rachele è divenuto il simbolo delle madri afflitte per le disgrazie che affliggono il popolo ebraico;  è citato anche nel Nuovo Testamento, come simbolo delle madri inconsolabili per la strage degli innocenti da parte di Erode che cercava di uccidere Gesù Bambino: 

## Culto
È patrona delle madri che hanno perso un figlio. Santa Rachele viene festeggiata il 30 settembre.
Viene festeggiata anche il 24 dicembre, in cui si ricordano gli Antenati di Gesù.

### Riferimenti
1. ↑  (EN) Tikva Frymer-Kenski, Rachel: Bible, su jwa.org, Jewish Women: A Comprehensive Historical Encyclopedia, 20 marzo 2009. URL consultato il 19 marzo 2018.
2. ↑   Bibbia.net - Genesi, capitolo 30, su lachiesa.it. URL consultato il 26 febbraio 2018.
3. ↑  Bibbia di Gerusalemme, EDB, 2011, p. 95, ISBN 978-88-10-82031-5.